# Tour de Drenthe
Le Tour de Drenthe (officiellement Bevrijdingsronde van Drenthe) est une compétition cycliste qui se tient tous les ans jusqu'en 2024 dans la province de Drenthe aux Pays-Bas. Il comprend trois courses : une masculine et deux féminines.
L'épreuve masculine, appelée Profronde van Drenthe, a été créée en 1960. C'était une épreuve amateure jusqu'en 1996. Depuis 2005, elle a intégré l'UCI Europe Tour en catégorie 1.1. Depuis 2010, elle est composée de deux étapes, et est catégorisée 2.1 avant de revenir en 1.1 en 2012. En 2018, elle passe en catégorie 1.HC.
La première course féminine a été créée en 1998. Elle s'est nommée Novilon Internationale Damesronde van Drenthe jusqu'en 2006. Elle a d'abord été disputée sous la forme d'une course d'un jour, avant d'être courue par étapes de 2003 à 2006. En 2007, le Novilon Internationale Damesronde van Drenthe est redevenu une course d'un jour, en catégorie 1.1 du calendrier féminin de l'UCI. Une deuxième épreuve a été créée sous le nom de Unive Ronde van Drenthe (la compagnie d'assurance néerlandaise Univé est le principal sponsor de la course), faisant partie de la coupe du monde féminine jusqu'en 2015. En 2016, elle intègre l'UCI World Tour féminin.
En outre, la fondation du Tour de Drenthe (Stichting Ronde van Drenthe) organise une troisième épreuve féminine le week-end du Tour de Drenthe depuis 2007 : le Drentse 8 van Westerveld. Elle est renommée Acht van Westerveld en 2015. Cette course d'un jour est également en catégorie 1.1 du calendrier féminin jusqu'en 2012. Elle fait partie de la catégorie 1.2 depuis 2013.
À partir de 2012, l'organisateur lance également la course À travers Drenthe courue le même week-end.
L'édition 2020 des trois épreuves est annulée à cause de la pandémie de Covid-19. En 2024, l'épreuve masculine est annulée par les organisateurs en raison de « la hausse des coûts, de la pression réglementaire croissante et des problèmes de sécurité ». Le Tour de Drenthe féminin, course appartenant au World Tour féminin est maintenu en 2024, tout comme l'autre course féminine le Drentse 8 van Westerveld. Cependant, il est annoncé l'arrêt de ces courses en 2025 .

## Palmarès de l'épreuve masculine
| Année   | Vainqueur              | Deuxième               | Troisième              |
| ------- | ---------------------- | ---------------------- | ---------------------- |
| 1960    | Jurre Dokter           | Bert Boom              | Wim Boogers            |
| 1961    | Cees de Jongh          | Jaak Mesters           | Bert Boom              |
| 1962    | Bart Solaro            | Gérard Wesseling       | Théo Rutten            |
| 1963-64 | Non disputé            | Non disputé            | Non disputé            |
| 1965    | Roel Hendriks          | Adri Van Kemenade      | Piet Barendregt        |
| 1966    | Piet Tesselaer         | Harm Ottenbros         | Harry Steevens         |
| 1967    | Leen de Groot          | Marinus Wagtmans       | Jan Brouwer            |
| 1968    | Jan van Katwijk        | Herman Hoogzaad        | Michel Bertou          |
| 1969    | Ben Janbroers (nl)     | Piet Hoekstra          | Michel Bertou          |
| 1970    | Popke Oosterhof        | Tino Tabak             | Nano Bakker            |
| 1971    | Juul Bruessing         | Nano Bakker            | Cees Bal               |
| 1972    | Hennie Kuiper          | Cees Bal               | Piet van Katwijk       |
| 1973    | Gerrie van Gerwen (nl) | Piet van der Kruys     | Henk Prinsen           |
| 1974    | Co Hoogendoorn         | Jan Raas               | Piet van der Kruys     |
| 1975    | Jimmy Kruunenburg      | Henk Botterhuis        | Alfons van Katwijk     |
| 1976    | Wil van Helvoirt       | Herman Snoeyink        | Martin Rietveld        |
| 1977    | Joop Ribbers           | Piet van der Kruys     | Egbert Koersen         |
| 1978    | Henk Mutsaars          | Johan Lammertink       | Theo de Rooij          |
| 1979    | Wim de Waal            | Jan Feiken             | Theo de Rooij          |
| 1980    | Henk Mutsaars          | Dries Klein            | Dries Timmer           |
| 1981    | Ron Snijders           | Ad Dekkers             | Bert Wekema            |
| 1982    | Hans Baudoin           | Arie Hassink           | Bert Wekema            |
| 1983    | Ron Snijders           | Bert Wekema            | Jannes Slendeboroek    |
| 1984    | Anton van der Steen    | Jos Alberts            | Dick van Oirschot      |
| 1985    | Henk Boeve (nl)        | Henri Dorgelo          | Michel Cornelisse      |
| 1986    | Dick Dekker            | Michel Cornelisse      | Anton van der Steen    |
| 1987    | Richard Luppes         | Jan-Hendrik Dekker     | Eddy Shurer            |
| 1988    | Stephan Räckers        | Patrick Coone          | Peter de Vos           |
| 1989    | Erik Knuvers           | Tonnie Teuben          | Gérard Kemper          |
| 1990    | Gérard Kemper          | Rob Mulders            | Erik Dekker            |
| 1991    | Allard Engels          | Patrick Rasch          | Erik Dekker            |
| 1992    | Paul Konings           | Erik Dekker            | Raymond Thebes         |
| 1993    | Allard Engels          | Anthony Theus          | Paul Konings           |
| 1994    | Anthony Theus          | Rik Reinerink          | Rik Rutgers            |
| 1995    | Pascal Appeldoorn      | Niels van der Steen    | Steven de Jongh        |
| 1996    | Karsten Kroon          | Bennie Gosink          | Martin van Steen       |
| 1997    | Anthony Theus          | Martin van Steen       | Louis de Koning        |
| 1998    | Remco van der Ven      | Paul van Schalen       | Berry Hoedemakers (nl) |
| 1999    | Jans Koerts            | Martin van Steen       | Rudie Kemna            |
| 2000    | Andy De Smet           | Berry Hoedemakers (nl) | John den Braber        |
| 2001    | Non disputé            | Non disputé            | Non disputé            |
| 2002    | Rudie Kemna            | Andy De Smet           | Mark Vlijm             |
| 2003    | Rudie Kemna            | Eric Baumann           | Ralf Grabsch           |
| 2004    | Erik Dekker            | David McKenzie         | Simone Cadamuro        |
| 2005    | Marcel Sieberg         | Kirk O'Bee             | Tom Veelers            |
| 2006    | Markus Eichler         | Floris Goesinnen       | Wouter Mol             |
| 2007    | Martijn Maaskant       | René Jørgensen         | Luca Solari            |
| 2008    | Coen Vermeltfoort      | Stefan van Dijk        | Fulco van Gulik (nl)   |
| 2009    | Maurizio Biondo        | Kenny van Hummel       | Grega Bole             |
| 2010    | Alberto Ongarato       | Andy Cappelle          | Michał Gołaś           |
| 2011    | Kenny van Hummel       | Sacha Modolo           | Adam Blythe            |
| 2012    | Bert-Jan Lindeman      | Guillaume Boivin       | René Jørgensen         |
| 2013    | Alexander Wetterhall   | Markus Eichler         | Andreas Schillinger    |
| 2014    | Kenny Dehaes           | Scott Thwaites         | Bert-Jan Lindeman      |
| 2015    | Edward Theuns          | Bert-Jan Lindeman      | Joey van Rhee          |
| 2016    | Jesper Asselman        | Mark McNally           | Dylan Groenewegen      |
| 2017    | Jan-Willem van Schip   | Twan Castelijns        | Jasper De Buyst        |
| 2018    | František Sisr         | Dries De Bondt         | Preben Van Hecke       |
| 2019    | Pim Ligthart           | Robbert de Greef       | Nicola Bagioli         |
| 2020    | Non disputé            | Non disputé            | Non disputé            |
| 2021    | Rune Herregodts        | Andrea Pasqualon       | Dylan Groenewegen      |
| 2022    | Dries Van Gestel       | Barnabás Peák          | Hugo Hofstetter        |
| 2023    | Per Strand Hagenes     | Tobias Lund Andresen   | Adam de Vos            |
| 2024    | Non disputé            | Non disputé            | Non disputé            |

## Palmarès des épreuves féminines

### Univé Tour de Drenthe
| Année | Vainqueur            | Deuxième             | Troisième           |                  |
| ----- | -------------------- | -------------------- | ------------------- | ---------------- |
| 2007  | Adrie Visser         | Élodie Touffet       | Marianne Vos        |                  |
| 2008  | Chantal Beltman      | Marianne Vos         | Ina-Yoko Teutenberg |                  |
| 2009  | Emma Johansson       | Loes Gunnewijk       | Chantal Blaak       |                  |
| 2010  | Loes Gunnewijk       | Annemiek van Vleuten | Giorgia Bronzini    |                  |
| 2011  | Marianne Vos         | Kirsten Wild         | Giorgia Bronzini    |                  |
| 2012  | Marianne Vos         | Kirsten Wild         | Emma Johansson      |                  |
| 2013  | Marianne Vos         | Ellen van Dijk       | Emma Johansson      |                  |
| 2014  | Elizabeth Armitstead | Anna van der Breggen | Shelley Olds        |                  |
| 2015  | Jolien D'Hoore       | Amy Pieters          | Ellen van Dijk      |                  |
| 2016  | Chantal Blaak        | Gracie Elvin         | Trixi Worrack       |                  |
| 2017  | Amalie Dideriksen    | Elena Cecchini       | Lucinda Brand       |                  |
| 2018  | Amy Pieters          | Alexis Magner        | Chloe Hosking       |                  |
| 2019  | Marta Bastianelli    | Chantal Blaak        | Ellen van Dijk      |                  |
| 2020  | annulé/abandonné     | annulé/abandonné     | annulé/abandonné    | annulé/abandonné |
| 2021  | Lorena Wiebes        | Elena Cecchini       | Eleonora Gasparrini |                  |
| 2022  | Lorena Wiebes        | Elisa Balsamo        | Lotte Kopecky       |                  |
| 2023  | Lorena Wiebes        | Susanne Andersen     | Maike van der Duin  |                  |
| 2024  | Lorena Wiebes        | Elisa Balsamo        | Puck Pieterse       |                  |

### Novilon Euregio Cup
| Année | Vainqueur            | Deuxième                 | Troisième            |
| ----- | -------------------- | ------------------------ | -------------------- |
| 1998  | Viola Paulitz-Müller | Vanja Vonckx             | Arenda Grimberg      |
| 1999  | Leontien van Moorsel | Mirjam Melchers          | Catherine Marsal     |
| 2000  | Madeleine Lindberg   | Mariëlle van Scheppingen | Ceris Gilfillan      |
| 2002  | Leontien van Moorsel | Chantal Beltman          | Tanja Hennes         |
| 2003  | Mirjam Melchers      | Ghita Beltman            | Rachel Heal          |
| 2004  | Sissy van Alebeek    | Kirsten Wild             | Sharon van Essen     |
| 2005  | Suzanne de Goede     | Linda Villumsen          | Judith Arndt         |
| 2006  | Loes Markerink       | Trixi Worrack            | Kirsten Wild         |
| 2007  | Giorgia Bronzini     | Marianne Vos             | Ina-Yoko Teutenberg  |
| 2008  | Kristin Armstrong    | Regina Bruins            | Kirsten Wild         |
| 2009  | Marianne Vos         | Trixi Worrack            | Emma Johansson       |
| 2010  | Annemiek van Vleuten | Ina-Yoko Teutenberg      | Kirsten Wild         |
| 2011  | Suzanne de Goede     | Marlen Jöhrend           | Natalie van Gogh     |
| 2012  | Marianne Vos         | Marta Bastianelli        | Elizabeth Armitstead |
| 2013  | Annulé               | Annulé                   | Annulé               |
| 2014  | Kirsten Wild         | Shelley Olds             | Emma Johansson       |
| 2015  | Kirsten Wild         | Chloe Hosking            | Christine Majerus    |

### Drentse 8 van Westerveld
Le Drentse 8 doit son nom à son parcours en forme de 8.
L'édition 2023 est interrompue au bout de deux tours de course à cause de la neige.
| Année | Vainqueur                   | Deuxième             | Troisième            |                  |
| ----- | --------------------------- | -------------------- | -------------------- | ---------------- |
| 2007  | Regina Schleicher           | Rochelle Gilmore     | Giorgia Bronzini     |                  |
| 2008  | Ina-Yoko Teutenberg         | Regina Schleicher    | Rochelle Gilmore     |                  |
| 2009  | Ina-Yoko Teutenberg         | Regina Schleicher    | Kirsten Wild         |                  |
| 2010  | Ina-Yoko Teutenberg         | Emma Johansson       | Annemiek van Vleuten |                  |
| 2011  | Marianne Vos                | Shelley Olds         | Emma Johansson       |                  |
| 2012  | Chloe Hosking               | Giorgia Bronzini     | Marianne Vos         |                  |
| 2013  | Marianne Vos                | Giorgia Bronzini     | Emma Johansson       |                  |
| 2014  | Chantal Blaak               | Lucy van der Haar    | Elizabeth Armitstead |                  |
| 2015  | Giorgia Bronzini            | Valentina Scandolara | Annemiek van Vleuten |                  |
| 2016  | Leah Kirchmann              | Christine Majerus    | Anouska Koster       |                  |
| 2017  | Chloe Hosking               | Lotte Kopecky        | Amalie Dideriksen    |                  |
| 2018  | Alexis Magner               | Jolien D'Hoore       | Chloe Hosking        |                  |
| 2019  | Audrey Cordon-Ragot         | Amy Pieters          | Marta Bastianelli    |                  |
| 2020  | annulé/abandonné            | annulé/abandonné     | annulé/abandonné     | annulé/abandonné |
| 2021  | Chantal van den Broek-Blaak | Charlotte Kool       | Eleonora Gasparrini  |                  |
| 2022  | Christine Majerus           | Alison Jackson       | Floortje Mackaij     |                  |
| 2023  | annulé/abandonné            | annulé/abandonné     | annulé/abandonné     | annulé/abandonné |
| 2024  | Sofie van Rooijen           | Chiara Consonni      | Rachele Barbieri     |                  |